# José Estrada Sr.
José Estrada Sr. (Santurce, 1946) è un ex wrestler portoricano.
Fu per lungo tempo un pilastro della World Wrestling Council ma ebbe anche alcuni stint negli Stati Uniti, principalmente in due periodi separati nella World Wide Wrestling Federation/World Wrestling Federation (WWWF/WWF). Prima dal 1976 al 1983, vincendo anche il Junior Heavyweight Championship; poi dal 1987 al 1990 lottando come Conquistador Dos, wrestler mascherato membro del tag team Los Conquistadores. Nella World Wrestling Council (WWC) lottò come Super Medico I, facendo coppia prima con Johnny Rodz ("Super Medico II") e poi con Don Kent ("Super Medico III") nel 1984 e con suo figlio José Estrada Jr. ("Super Medico III") nel 1990.

## Carriera

### WWWF, Giappone e primo periodo (1975–1983)
Emigrato a New York nel 1959, debuttò come wrestler professionista nel 1975 nella sua nativa Porto Rico lavorando nella locale World Wrestling Council. Nella WWC gli fu assegnato il personaggio del lottatore mascherato Super Médico I, e in coppia con Super Médico II formò il tag team "Los Super Médicos", talvolta chiamato semplicemente Los Médicos. Il 25 dicembre 1976 i due sconfissero Hercules Ayala & Victor Jovica vincendo il WWC North American Tag Team Championship. Restarono campioni fino al 4 marzo 1977 quando furono sconfitti da Danny & Michel Martel. Nel 1978 Estrada lottò nella World Wide Wrestling Federation (WWWF) come Carlos José Estrada. Il 20 gennaio 1978 sconfisse Tony Garea nella finale del torneo indetto per assegnare il WWWF Junior Heavyweight Championship, titolo che era stato inattivo per almeno sei anni prima del torneo. Tre giorni dopo Estrada cedette la cintura a Tatsumi Fujinami che se la portò in Giappone. Nel 1981 tornò a Porto Rico come Super Médico I, e sempre in coppia con Super Médico II vinse il North American Tag Team Championship sconfiggendo "Los Pastores" (Luke Williams & Butch Miller), per poi perderlo un mese dopo nel rematch con Los Pastores dopo un breve, ma sanguinoso feud tra le due coppie. Continuò in seguito a lavorare nella WWWF e nella giapponese New Japan Pro-Wrestling.

### World Wrestling Council (1983-1986)

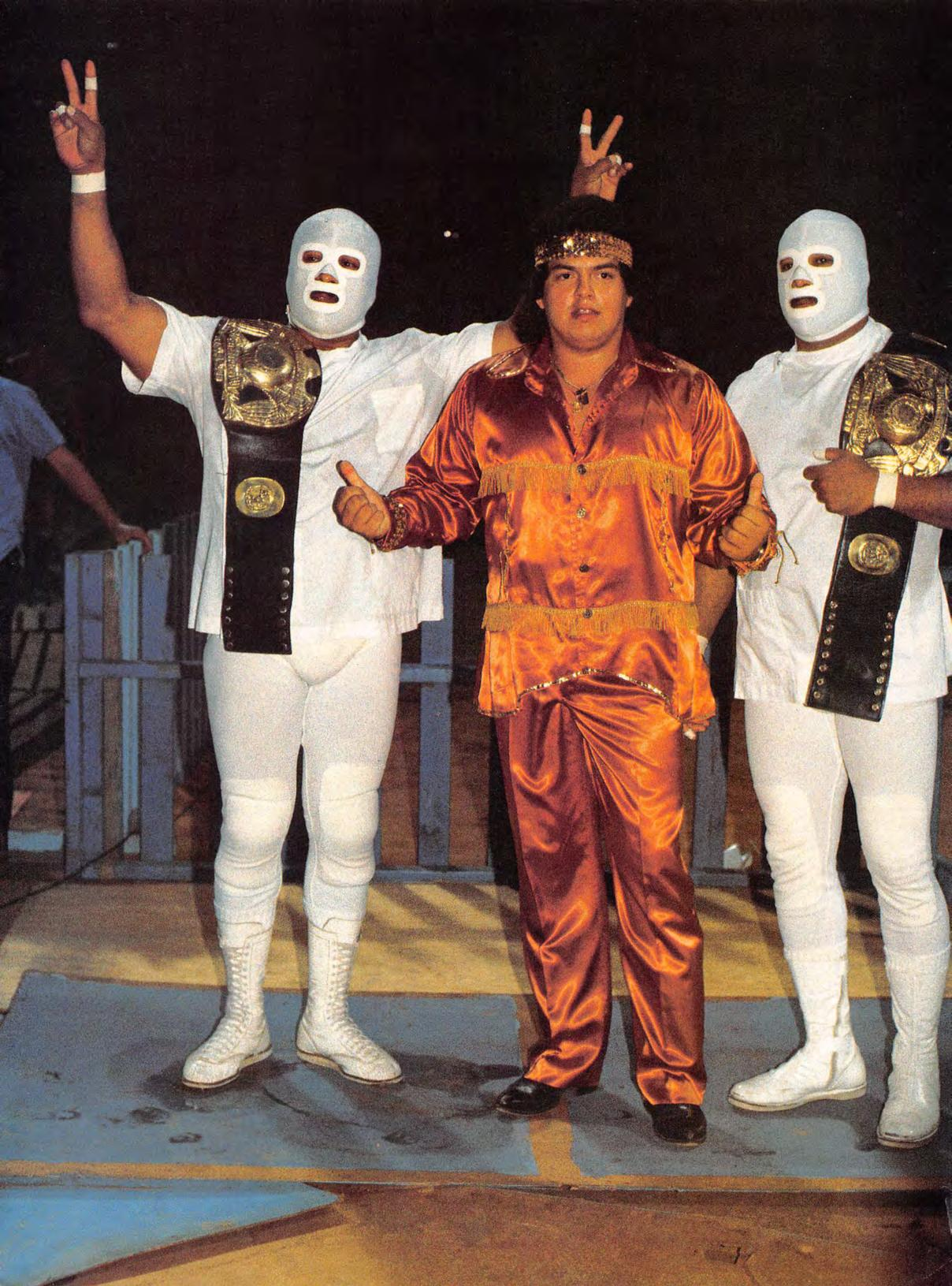
Los Super Médicos con il loro manager Hugo Savinovich

### World Wrestling Council (1983–1986)

#### Los Super Médicos
Nel 1983 tornò a Porto Rico e come membro del tag team "Super Médicos", il 10 luglio 1983 vinse il WWC North American Tag Team Championship per la terza volta, sconfiggendo King Tonga & El Gran Apolo, restando campione per tre mesi. Nel 1984 lavorò ancora nella WWF prima di tornare a Porto Rico. Il 10 settembre 1983 Los Super Médicos conquistarono il WWC World Tag Team Championship sconfiggendo Carlos Colón & Pedro Morales. Tra il dicembre 1983 e il gennaio 1984, la coppia ebbe un feud con Hercules Ayala & King Tonga, iniziato quando Ayala e Tonga strapparono la maschera a uno dei "Super Medicos" (probabilmente il II). La rivalità proseguì il 6 gennaio 1984 in un altro match durante il quale Ayala & Tonga smascherarono Super Medico II (il suo manager, Barrabas, gli coprì subito il viso con la sua giacca). Il 13 gennaio 1984, i due team si affrontarono ancora a Ponce in un incontro dove Ayala e Tonga riuscirono a togliere la maschera ad entrambi i Super Medicos (questi abbandonarono il ring nascondendosi la faccia con degli asciugamani per non mostrare il viso ai fan). Alla fine, Hercules Ayala & King Tonga sconfissero Los Super Médicos strappando loro i titoli di coppia in un cage match. I Super Médicos li riconquistarono 22 giorni dopo. Il loro secondo regno da campioni WWC World Tag Team ebbe fine il 25 febbraio 1984 per mano degli Invaders (Invader I & Invader III) In agosto i Super Médicos vinsero nuovamente il World Tag Team Championship, ma in ottobre il team fu privato dei titoli quando Super Médico II perse la maschera e si rivelò essere Don Kent, non l'uomo che aveva effettivamente vinto il titolo con Estrada. Dopo la rivelazione che Kent aveva sostituito Johnny Rodz, Estrada lottò in singolo come "Super Médico I". Insieme a Black Gordman vinse il WWC World Tag Team Championship nel dicembre 1984. Quindi effettuò un turn face passando dalla parte dei "buoni" e il 10 febbraio 1985 conquistò il WWC Puerto Rico Heavyweight Championship, sconfiggendo l'ex partner Black Gordman. Il suo primo regno titolato terminò l'8 giugno per mano di Fidel Sierra, ma egli riuscì a riconquistarlo un mese dopo.

### Los Conquistadores (1987–1990)

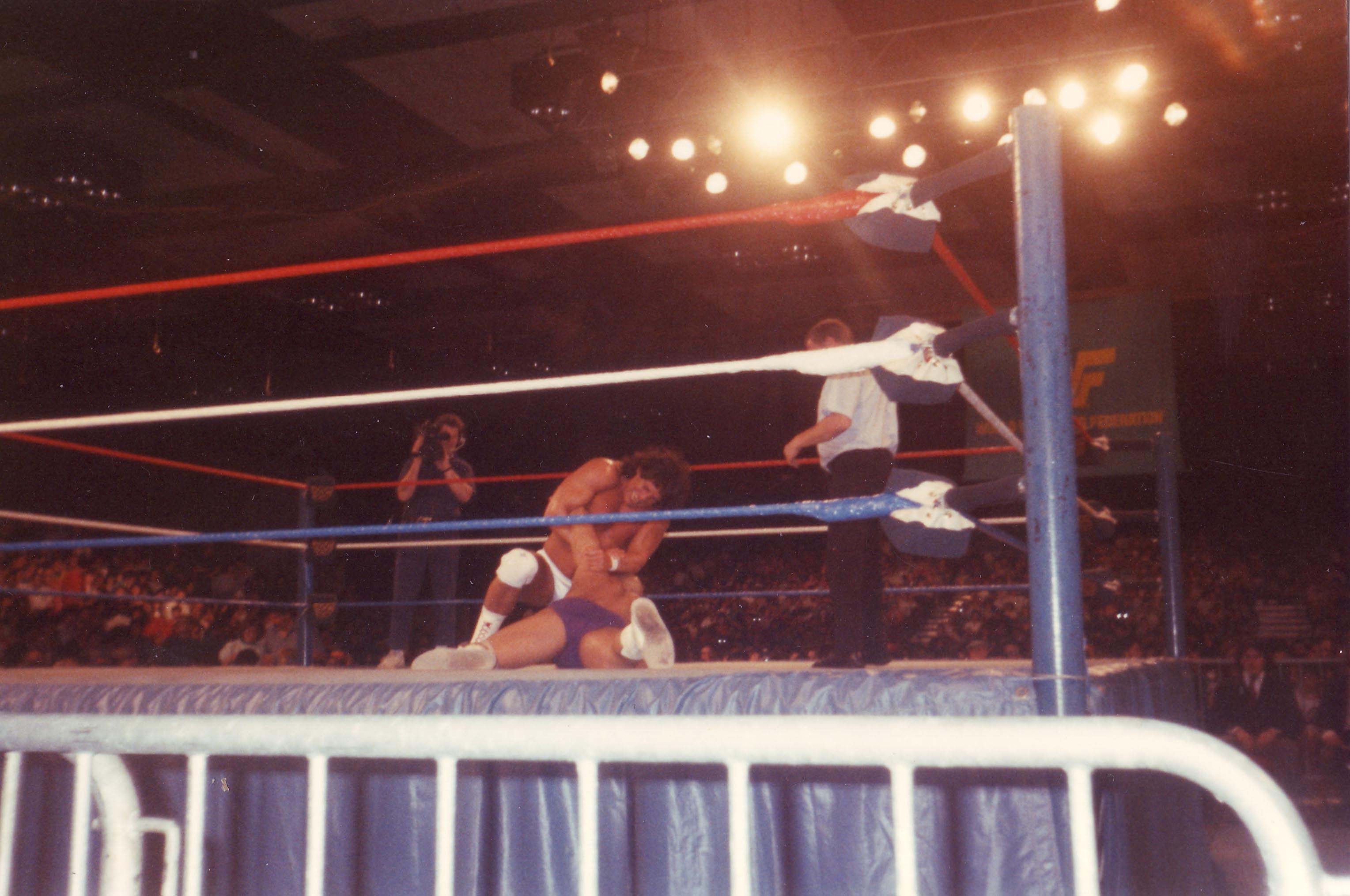
Estrada tenuto al tappeto da Tito Santana il 7 marzo 1989

Nel 1987 José Estrada Jr. tornò nella World Wrestling Federation, adottando una nuova gimmick, il lottatore mascherato Conquistador Dos, che, in coppia con José Luis Rivera ("Conquistador Uno"), formava il tag team "Los Conquistadores". I due furono impiegati principalmente come jobber, con la primaria funzione di far bene figurare altri tag team, in particolare quelli face. Los Conquistadors parteciparono alle Survivor Series del 1988. Erano parte del "5 teams vs. 5 teams" special elimination match, insieme a Demolition (Ax & Smash), The Brain Busters (Arn Anderson & Tully Blanchard), The Bolsheviks (Nikolai Volkoff & Boris Zhukov), The Fabulous Rougeaus (Raymond & Jacques Rougeau). Le cinque coppie affrontarono collettivamente The Powers of Pain (The Warlord & The Barbarian), The Rockers (Shawn Michaels & Marty Jannetty), The British Bulldogs (Davey Boy Smith & Dynamite Kid), The Hart Foundation (Bret Hart & Jim Neidhart) e The Young Stallions (Jim Powers & Paul Roma). Alla fine Los Conquistadors e Powers of Pain furono gli unici due tag team rimasti, e i Powers of Pain vinsero la contesa grazie all'interferenza del manager Mr. Fuji. Questa fu l'unica apparizione dei Los Conquistadors in un pay per view della WWF. Nel 1989 Estrada lottò ancora qualche match come wrestler singolo, sia come "Conquistador Dos" sia utilizzando il suo vero nome, poi lasciò la compagnia nel 1990.

### Ritiro
Estrada si ritirò dal ring nel 1993, continuando l'attività di allenatore a Humacao, Porto Rico, e facendo qualche apparizione speciale di tanto in tanto. Nel 2007 lavorò con la WWC in qualità di manager.

## Titoli e riconoscimenti
- International Championship Wrestling
  - ICW Tag Team Championship (1) - con Black Gordman
- World Wrestling Council
  - WWC Caribbean Tag Team Championship (5) - con Super Medico II (3) Super Medico III (2)[10][11]
  - WWC Junior Heavyweight Championship (2)[12][13]
  - WWC North American Tag Team Championship (3) - con  Super Medico II (2) e Invader III (1)[1][2]
  - WWC Puerto Rico Heavyweight Championship (3)[7][8]
  - WWC World Tag Team Championship (7) - con Super Medico II (2), Super Medico III (1), Black Gordman (1) e Super Medico III (3)[5][6]
- Américas Wrestling Federation (Puerto Rico)
  - AWF World Tag Team Championship (3) - con 18k
- World Wide Wrestling Federation
  - WWWF Junior Heavyweight Championship (1)[3][4]
- World Wrestling League
  - Salón de los Inmortales (classe del 2015) [14]